# Algernonia obovata
Algernonia obovata är en törelväxtart som först beskrevs av Johannes Müller Argoviensis, och fick sitt nu gällande namn av Johannes Müller Argoviensis. Algernonia obovata ingår i släktet Algernonia och familjen törelväxter. Inga underarter finns listade i Catalogue of Life.